# Магниторазведка
Магниторазве́дка — комплекс геофизических методов разведочной геофизики, основанных на измерении компонент магнитного поля Земли. Измеряемой величиной магнитного поля является его главная силовая характеристика — индукция T[Тл]. Во внешнем магнитном поле геологические тела намагничиваются и усиливают поле Земли, формируя аномалии. Некоторые металлические руды, содержащие минералы с ферромагнитными свойствами, сохраняют остаточную намагниченность, полученную в предыдущие геологические эпохи и формируют особенно интенсивные аномалии, хорошо выделяемые современными магнитометрами. В частности, к ним относится магнетит, титаномагнетит и другие. Характер магнитных аномалий зависит от географических координат, а также различия горных пород по магнитной восприимчивости. Магниторазведка используется для поиска железных руд, в геологическом картировании, в археологии, в экологии.

## Основы теории
Магнетизмом называется особая форма взаимодействия движущихся заряжённых частиц. В теории магнетизма рассматривают диполь — систему двух фиктивных магнитных масс {\displaystyle m^{+},m^{-}}, А*м противоположного знака, находящихся на бесконечно малом расстоянии {\displaystyle l} двух от друга. Магнитный момент диполя {\displaystyle M}, А*м2{\displaystyle M=2lm}Пространство, в котором действуют силы магнетизма, называют магнитным полем. 
Потенциал магнитного поля {\displaystyle U},А
{\displaystyle U=-{\frac {M}{r^{2}}}cos\theta }Основной силовой характеристикой магнитного поля является векторная величина, называемая индукцией {\displaystyle {\vec {B}}} (в геофизике, отличие от физики, традиционно обозначается {\displaystyle T}), измеряемой в Тл Магнитное поле складывается из  внешнего поля,  порождаемого  непосредственно источником и добавочного внутреннего поля, создаваемого(индуцируемого) веществом с магнитным полем.{\displaystyle T=T_{0}+T_{i}}
По действием магнитного поля вещество приобретает магнитный момент {\displaystyle M} и намагниченность {\displaystyle J}. Намагниченность {\displaystyle J},А*м2 — это векторная величина, направление которой совпадает с направлением индукции поля {\displaystyle T_{i}}  ({\displaystyle V} — объём тела).{\displaystyle J={\frac {M}{V}}}Напряжённость {\displaystyle H}, А/м — вспомогательная силовая характеристика магнитного поля, {\displaystyle \mu _{0}} — магнитная постоянная.{\displaystyle H={\frac {T}{\mu _{0}}}-J}Также напряжённость — градиент потенциала
{\displaystyle H=-gradU}Для слабомагнитных веществ напряжённость связана с намагниченностью следующим приближённым соотношением {\displaystyle \varkappa }—магнитная восприимчивость
{\displaystyle I\approx \varkappa H}Отсюда ({\displaystyle \mu } — относительная магнитная проницаемость):{\displaystyle T=H\mu _{0}+H\mu _{0}\varkappa =H\mu _{0}(1+\varkappa )=\mu \mu _{0}H}По магнитной восприимчивости  горные породы делятся на:
- диамагнетики ({\displaystyle \varkappa >0})

- парамагнетики({\displaystyle \varkappa \thickapprox 0})

- ферромагнетики ({\displaystyle \varkappa \gg 0})

Полный вектор индукции {\displaystyle T} выражается через набор элементов — проекций на оси  и (или) углов между ними. Ось {\displaystyle Z} ориентирована вертикально вниз, ось {\displaystyle X} — на географический север, ось {\displaystyle Y} — на географический восток. Соответственно, проекции вектора {\displaystyle T} на перечисленные оси образуют компоненты геомагнитного поля — вертикальную {\displaystyle Z} , северную {\displaystyle X} и восточную {\displaystyle Y}. Проекция {\displaystyle T} на горизонтальную плоскость образует горизонтальную компоненту {\displaystyle H} (не путать с напряжённостью!){\displaystyle H={\sqrt {X^{2}+Y^{2}}}}Угол между составляющей {\displaystyle H} и направлением на север ({\displaystyle X})  называется склонением {\displaystyle D} . Угол между вектором {\displaystyle T} и горизонтальной плоскостью называется наклонением {\displaystyle I}.{\displaystyle X=T\cos {I}\cos {D};Y=T\cos {I}\sin {D};Z=T\sin {I}}{\displaystyle T={\sqrt {X^{2}+Y^{2}+Z^{2}}}={\sqrt {X^{2}+H^{2}}}}

## Аномалии магнитного поля
Аномалией называется отклонение измеренной индукции магнитного поля от нормального поля Земли. Например, для полного вектора индукции:{\displaystyle T_{a}=T-T_{0}}Объекты , создающие аномалию {\displaystyle i} , должны отличаться от вмещающей среды {\displaystyle e} по магнитной восприимчивости.{\displaystyle \varkappa _{i}\neq \varkappa _{e}}Кроме этого, значения аномалии зависят от размеров аномалиеобразующего тела, его формы и глубины залегания. Аномалия магнитного поля при известной геометрии и физических свойствах объекта определяется в результате решения прямой задачи.

### Магнитный полюс
{\displaystyle Z_{a}={\frac {\mu _{0}}{4\pi }}{\frac {mx^{2}}{(H^{2}+x^{2})^{3/2}}}}{\displaystyle H_{a}={\frac {\mu _{0}}{4\pi }}{\frac {mH}{(H^{2}+x^{2})^{3/2}}}}где {\displaystyle m} —избыточная магнитная масса, {\displaystyle H}  — глубина до полюса, {\displaystyle x} — координата точки измерения  на прямой линии(профиле), проходящей через центр шара.

### Шар
{\displaystyle Z_{a}={\frac {\mu _{0}}{4\pi }}M{\frac {2H^{2}-x^{2}}{(H^{2}+x^{2})^{5/2}}}}{\displaystyle H_{a}=-{\frac {\mu _{0}}{4\pi }}M{\frac {3Hx}{(H^{2}+x^{2})^{5/2}}}}где {\displaystyle M} —избыточный объёмный магнитный момент, {\displaystyle H}  — глубина до центра шара, {\displaystyle x} — координата точки измерения  на прямой линии(профиле), проходящей через центр шара.

## Средства измерения
Прибор для измерения индукции магнитного поля называется магнитометр. 

## Разновидности магниторазведки
Измерения производят в пешем варианте, на автотранспорте, водном транспорте. Пешая магниторазведка отличается высокой детальностью измерений, но низкой производительностью. Измерения с автомобилей достаточно производительны и детальны, но привязаны к дорожной сети. Аэромагниторазведка имеет высокую производительность и позволяет проводить измерения над морем. 

## Известные учёные
- Логачёв, Александр Андреевич